# Aluatique II
Abu Hafes Omar Aluatique Bilá (em árabe: أبو حفص عمر الواثق بالله; romaniz.: Abu Hafs Umar al-Wathiq bi-llah), dito Aluatique II do Cairo (em árabe: الواثق بالله), foi o nono califa abássida do Cairo sob os sultões mamelucos do Egito entre 1383 e 1386.

## História
Em 1382, o último sultão mameluco da dinastia Bahri, Sale Haji Zaine Adim, foi derrubado por seu tutor, o mameluco circassiano Barcuque, que inaugurou a dinastia Burji. No ano seguinte, mal estando no trono, o califa Mutavaquil I se vê implicado num complô para derrubá-lo. O califa foi preso e levado a julgamento, com Barcuque exigindo a pena de morte. Finalmente, a sentença é considerada ilegal e ele é libertado. Porém, Barcuque força Mutavaquil a renunciar e coloca em seu lugar Umar al-Warthiq, filho de Aluatique.
Al-Warthiq II morreu em 1386 e foi sucedido por seu irmão Almostacim.